# Bologna Sezione Calcio 1933-1934
Questa voce raccoglie le informazioni riguardanti il Bologna Sezione Calcio nelle competizioni ufficiali della stagione 1933-1934.

## Stagione
Il Bologna nella Serie A 1933-1934 si classifica al quarto posto con 42 punti.
Vince la Coppa dell'Europa Centrale superando negli ottavi il Bocskay, nei quarti il Rapid Vienna e in semifinale il Ferencváros. In finale affronta l'Admira Vienna: all'andata viene sconfitta per 3-2 a Vienna, al ritorno in casa capovolge il risultato vincendo per 5-1.

## Divise
| Casa | Trasferta |

## Organigramma societario
Area direttiva
- Presidente: Gianni Bonaveri[5]

Area tecnica
- Allenatore: Achille Gama, poi Commissione Tecnica composta da Pietro Genovesi, Bernardo Perin e Angelo Schiavio (dalla 12ª giornata), poi Lajos Kovács (dalla 19ª giornata)[5]

## Rosa
| N. |                    | Ruolo | Calciatore          |
| -- | ------------------ | ----- | ------------------- |
|    | Italia (bandiera)  | P     | Mario Gianni        |
|    | Uruguay (bandiera) | D     | Francisco Fedullo   |
|    | Italia (bandiera)  | D     | Eraldo Monzeglio    |
|    | Italia (bandiera)  | D     | Felice Gasperi      |
|    | Italia (bandiera)  | D     | Dino Fiorini        |
|    | Italia (bandiera)  | D     | Ercole Minelli      |
|    | Italia (bandiera)  | D     | Ruggero Bernardi    |
|    | Uruguay (bandiera) | C     | Francesco Occhiuzzi |
|    | Italia (bandiera)  | C     | Giordano Corsi      |
|    | Italia (bandiera)  | C     | Mario Montesanto    |
|    | Italia (bandiera)  | C     | Gastone Martelli    |
|    | Italia (bandiera)  | C     | Aldo Donati         |

| N. |                    | Ruolo | Calciatore       |
| -- | ------------------ | ----- | ---------------- |
|    | Italia (bandiera)  | A     | Carlo Reguzzoni  |
|    | Italia (bandiera)  | A     | Bruno Maini      |
|    | Italia (bandiera)  | A     | Bruno Foglia     |
|    | Italia (bandiera)  | A     | Angelo Schiavio  |
|    | Italia (bandiera)  | A     | Amedeo Biavati   |
|    | Italia (bandiera)  | A     | Alberto Frigeri  |
|    | Italia (bandiera)  | A     | Gerardo Ottani   |
|    | Italia (bandiera)  | A     | Osvaldo Trebbi   |
|    | Italia (bandiera)  | C     | Mario Perazzolo  |
|    | Uruguay (bandiera) | A     | Raffaele Sansone |
|    | Italia (bandiera)  | A     | Aldo Spivach     |

## Risultati

### Serie A

#### Girone di andata
| Arbitro: | Bonivento (Venezia) |

|                                                  |           |           |
| Reguzzoni 57’ Maini 63’ Schiavio 81’ Fedullo 90’ | Marcatori | 86’ Notti |

| Arbitro: | Bevilacqua (Viareggio) |

|                                |           |                       |
| Borel I 41’ Scarone 59’ (rig.) | Marcatori | 60’ (rig.) Montesanto |

| Arbitro: | Beretta (Novi Ligure) |

|                                 |           |                    |
| Foglia 9’ Montesanto 76’ (rig.) | Marcatori | 69’ (aut.) Fiorini |

| Arbitro: | Ciamberlini (Genova) |

|              |           |              |
| Niccolai 64’ | Marcatori | 43’ Schiavio |

| Arbitro: | Melandri (Genova) |

|                                    |           |  |
| Reguzzoni 40’ Maini 47’ Foglia 69’ | Marcatori |  |

| Arbitro: | Mazza (Genova) |

|                                       |           |  |
| Viani II 15’ Prendato 49’, 87’ (rig.) | Marcatori |  |

| Arbitro: | Mattea (Torino) |

|              |           |  |
| Schiavio 87’ | Marcatori |  |

| Arbitro: | Dattilo (Roma) |

|             |           |  |
| Ferrari 17’ | Marcatori |  |

| Arbitro: | De Santis (Roma) |

|                                     |           |  |
| Maini 8’ Schiavio 28’ Reguzzoni 84’ | Marcatori |  |

| Arbitro: | Sassi (Roma) |

|  |           |             |
|  | Marcatori | 4’ Schiavio |

| Arbitro: | Mattea (Torino) |

|  |           |               |
|  | Marcatori | 75’ Frione II |

| Arbitro: | Pasinato (Venezia) |

|                         |           |  |
| Fedullo 20’ Biavati 57’ | Marcatori |  |

| Arbitro: | Melandri (Genova) |

|           |           |                 |
| Bonzi 51’ | Marcatori | 61’, 72’ Foglia |

| Arbitro: | Bevilacqua (Viareggio) |

|                            |           |                           |
| Montesanto 67’ Fedullo 80’ | Marcatori | 43’ Bertolini 58’ Ferrari |

| Arbitro: | Ciamberlini (Genova) |

|                     |           |  |
| Casalino 55’ (rig.) | Marcatori |  |

| Arbitro: | Beretta (Novi Ligure) |

|                                       |           |                               |
| Buscaglia 23’ Demaría 44’ Guarisi 54’ | Marcatori | 12’ Schiavio 64’, 70’ Fedullo |

| Arbitro: | Bonivento (Venezia) |

|             |           |  |
| Fedullo 11’ | Marcatori |  |

#### Girone di ritorno
| Arbitro: | Dattilo (Roma) |

|                         |           |                        |
| Milano 34’ Riccardi 50’ | Marcatori | 15’ Schiavio 19’ Maini |

| Arbitro: | Pasinato (Venezia) |

|                                               |           |                   |
| Corsi 9’ Fedullo 26’ Schiavio 77’, 80’ (rig.) | Marcatori | 85’ (aut.) Gianni |

| Arbitro: | Melandri (Genova) |

|                |           |               |
| Arcari III 73’ | Marcatori | 50’ Reguzzoni |

| Arbitro: | Casati (Como) |

|                  |           |  |
| Fedullo 48’, 51’ | Marcatori |  |

| Arbitro: | Bonivento (Venezia) |

|                    |           |  |
| Vojak I 73’ (rig.) | Marcatori |  |

| Bologna 25 febbraio 1934 23ª giornata | Bologna              | 0 – 0 | Fiorentina | Stadio del Littoriale\| Arbitro: \| Ciamberlini (Genova) \| |
| Arbitro:                              | Ciamberlini (Genova) |       |            |                                                             |

| Arbitro: | Bevilacqua (Viareggio) |

|  |           |               |
|  | Marcatori | 88’ Reguzzoni |

| Arbitro: | Sassi (Roma) |

|                                                   |           |  |
| Montesanto 29’ Reguzzoni 34’ Monzeglio 37’ (rig.) | Marcatori |  |

| Padova 18 marzo 1934 26ª giornata | Padova                | 0 – 0 | Bologna | Stadio Silvio Appiani\| Arbitro: \| Beretta (Novi Ligure) \| |
| Arbitro:                          | Beretta (Novi Ligure) |       |         |                                                              |

| Arbitro: | Zorzi (Belluno) |

|                                  |           |                  |
| Monzeglio 44’ (rig.) Frigeri 62’ | Marcatori | 76’, 89’ Zacconi |

| Arbitro: | Scarpi (Dolo) |

|                             |           |  |
| Corsi 66’ (aut.) Masera 79’ | Marcatori |  |

| Arbitro: | Carminati (Milano) |

|  |           |                                     |
|  | Marcatori | 55’ Fedullo 64’ Corsi 89’ Reguzzoni |

| Arbitro: | Pizziolo (Firenze) |

|                                       |           |               |
| Fedullo 9’ Corsi 15’ Fedullo 51’, 88’ | Marcatori | 69’ Gibertoni |

| Arbitro: | Mazzarini (Roma) |

|                                                              |           |             |
| Varglien II 21’ Orsi 36’ (rig.) Ferrari 57’ Monti 77’ (rig.) | Marcatori | 25’ Fedullo |

| Arbitro: | Scarpi (Dolo) |

|                                                 |           |           |
| Corsi 21’ Reguzzoni 64’ Maini 70’ Reguzzoni 83’ | Marcatori | 53’ Piola |

| Bologna 12 aprile (anticipata) 1934 33ª giornata | Bologna           | 0 – 0 | Lazio | Stadio del Littoriale\| Arbitro: \| Melandri (Genova) \| |
| Arbitro:                                         | Melandri (Genova) |       |       |                                                          |

| Livorno 26 aprile (anticipata) 34ª giornata | Livorno         | 0 – 0 | Bologna | Stadio Edda Ciano Mussolini\| Arbitro: \| Rovida (Milano) \| |
| Arbitro:                                    | Rovida (Milano) |       |         |                                                              |

## Statistiche

### Statistiche di squadra
| Competizione               | Punti | In casa | In casa | In casa | In casa | In casa | In casa | In trasferta | In trasferta | In trasferta | In trasferta | In trasferta | In trasferta | Totale | Totale | Totale | Totale | Totale | Totale | DR  |
| Competizione               | Punti | G       | V       | N       | P       | Gf      | Gs      | G            | V            | N            | P            | Gf           | Gs           | G      | V      | N      | P      | Gf     | Gs     | DR  |
| -------------------------- | ----- | ------- | ------- | ------- | ------- | ------- | ------- | ------------ | ------------ | ------------ | ------------ | ------------ | ------------ | ------ | ------ | ------ | ------ | ------ | ------ | --- |
| Serie A                    | 42    | 17      | 12      | 4       | 1       | 37      | 10      | 17           | 4            | 6            | 7            | 16           | 23           | 34     | 16     | 10     | 8      | 53     | 33     | +20 |
| Coppa dell'Europa Centrale |       | 4       | 4       | 0       | 0       | 18      | 3       | 4            | 0            | 1            | 3            | 5            | 10           | 8      | 4      | 1      | 3      | 23     | 13     | +10 |
| Totale                     |       | 21      | 16      | 4       | 1       | 55      | 13      | 21           | 4            | 7            | 10           | 21           | 33           | 42     | 20     | 11     | 11     | 76     | 46     | +30 |

### Statistiche dei giocatori
| Giocatore     | Serie A  | Serie A | Coppa Europa Centr. | Coppa Europa Centr. | Totale   | Totale |
| Giocatore     | Presenze | Reti    | Presenze            | Reti                | Presenze | Reti   |
| ------------- | -------- | ------- | ------------------- | ------------------- | -------- | ------ |
| R. Bernardi   | 1        | 0       | -                   | -                   | 1        | 0      |
| A. Biavati    | 9        | 1       | -                   | -                   | 9        | 1      |
| G. Corsi      | 34       | 4       | 8                   | 0                   | 42       | 4      |
| A. Donati     | 4        | 0       | 7                   | 0                   | 11       | 0      |
| F. Fedullo    | 34       | 14      | 8                   | 1                   | 42       | 15     |
| D. Fiorini    | 4        | 0       | 3                   | 2                   | 7        | 2      |
| B. Foglia     | 22       | 4       | -                   | -                   | 22       | 4      |
| A. Frigeri    | 4        | 1       | -                   | -                   | 4        | 1      |
| F. Gasperi    | 31       | 0       | 8                   | 0                   | 39       | 0      |
| M. Gianni     | 34       | -33     | 8                   | -13                 | 42       | -46    |
| B. Maini      | 30       | 5       | 8                   | 3                   | 38       | 8      |
| G. Martelli   | 15       | 0       | 2                   | 0                   | 17       | 0      |
| E. Minelli    | 1        | 0       | -                   | -                   | 1        | 0      |
| M. Montesanto | 31       | 4       | 7                   | 0                   | 38       | 4      |
| E. Monzeglio  | 31       | 2       | 6                   | 0                   | 37       | 2      |
| F. Occhiuzzi  | 34       | 0       | 2                   | 0                   | 36       | 0      |
| G. Ottani     | 1        | 0       | -                   | -                   | 1        | 0      |
| M. Perazzolo  | -        | -       | 4                   | 2                   | 4        | 2      |
| C. Reguzzoni  | 34       | 9       | 8                   | 10                  | 42       | 19     |
| R. Sansone    | -        | -       | 2                   | 0                   | 2        | 0      |
| A. Schiavio   | 19       | 9       | 6                   | 4                   | 25       | 13     |
| O. Trebbi     | 1        | 0       | -                   | -                   | 1        | 0      |
| A. Spivach    | -        | -       | 1                   | 1                   | 1        | 1      |

## Riserve
La squadra riserve del Bologna ha disputato nella stagione 1933-1934 il girone D del campionato di Prima Divisione.

### Rosa
| N. |                   | Ruolo | Calciatore       |
| -- | ----------------- | ----- | ---------------- |
|    | Italia (bandiera) | D     | Ruggero Bernardi |
|    | Italia (bandiera) | A     | Guido Borgati    |
|    | Italia (bandiera) | A     | Nello De Lorenzi |
|    | Italia (bandiera) | D     | Ghegnandini      |
|    | Italia (bandiera) | C     | Gastone Martelli |
|    | Italia (bandiera) | D     | Ercole Minelli   |
|    | Italia (bandiera) | D     | Carlo Negrini    |

| N. |                   | Ruolo | Calciatore      |
| -- | ----------------- | ----- | --------------- |
|    | Italia (bandiera) | C     | Mario Paoli     |
|    | Italia (bandiera) | A     | Dino Poggi      |
|    | Italia (bandiera) | A     | Rei             |
|    | Italia (bandiera) | C     | Renzi           |
|    | Italia (bandiera) | P     | Secondo Roggero |
|    | Italia (bandiera) | A     | Arnaldo Taddei  |
|    | Italia (bandiera) | A     | Osvaldo Trebbi  |